# Rafael Carpio Abad
Rafael María Carpio Abad (Cuenca, 23 de octubre de 1905 - Ibídem, 12 de febrero de 2004) fue un compositor y pianista ecuatoriano. Durante su vida creó alrededor de 700 composiciones musicales, entre las que destacan el pasacalle Chola cuencana, considerado como una de las obras más reconocidas de la ciudad de Cuenca, así como la canción Panaderita del Vado y los pasillos Chorritos de luz y Hoja seca.

## Biografía
Nació el 23 de octubre de 1905 en la parroquia El Sagrario de la ciudad de Cuenca, provincia de Azuay, hijo del músico Joaquín Carpio Cabrera. Durante su juventud se trasladó a Guayaquil y empezó a trabajar elaborando sombreros de paja toquilla, pero debido a la poca demanda decidió regresar a Cuenca y dedicarse a la música. Para ello ingresó en 1938 al Conservatorio José María Rodríguez.
Entre los géneros que cultivó se encuentran el yaraví, el pasacalle y el sanjuanito. En agosto de 1949, en la época en que se desempeñaba como pianista de radio El Mercurio, compuso la música de la canción Chola cuencana, que tomó como letra parte de un poema del escritor Ricardo Darquea Granda y que con los años se convirtió en una canción insignia de la ciudad.
Carpio fue además miembro del área de música de la Casa de la Cultura Ecuatoriana, núcleo de Azuay.
El 8 de mayo de 2003 recibió la condecoración Vicente Rocafuerte por parte del Congreso Nacional de Ecuador por sus aportes a la cultura. En noviembre del mismo año ingresó al centro geriátrico Jesús de Nazareth, donde falleció de causas naturales la madrugada del 12 de febrero de 2004. Sus restos reposan en el Cementerio Patrimonial de Cuenca, en el área dedicada a los personajes ilustres de la ciudad. Su lápida cuenta con un grabado de un piano y de la partitura original de Chola cuencana.

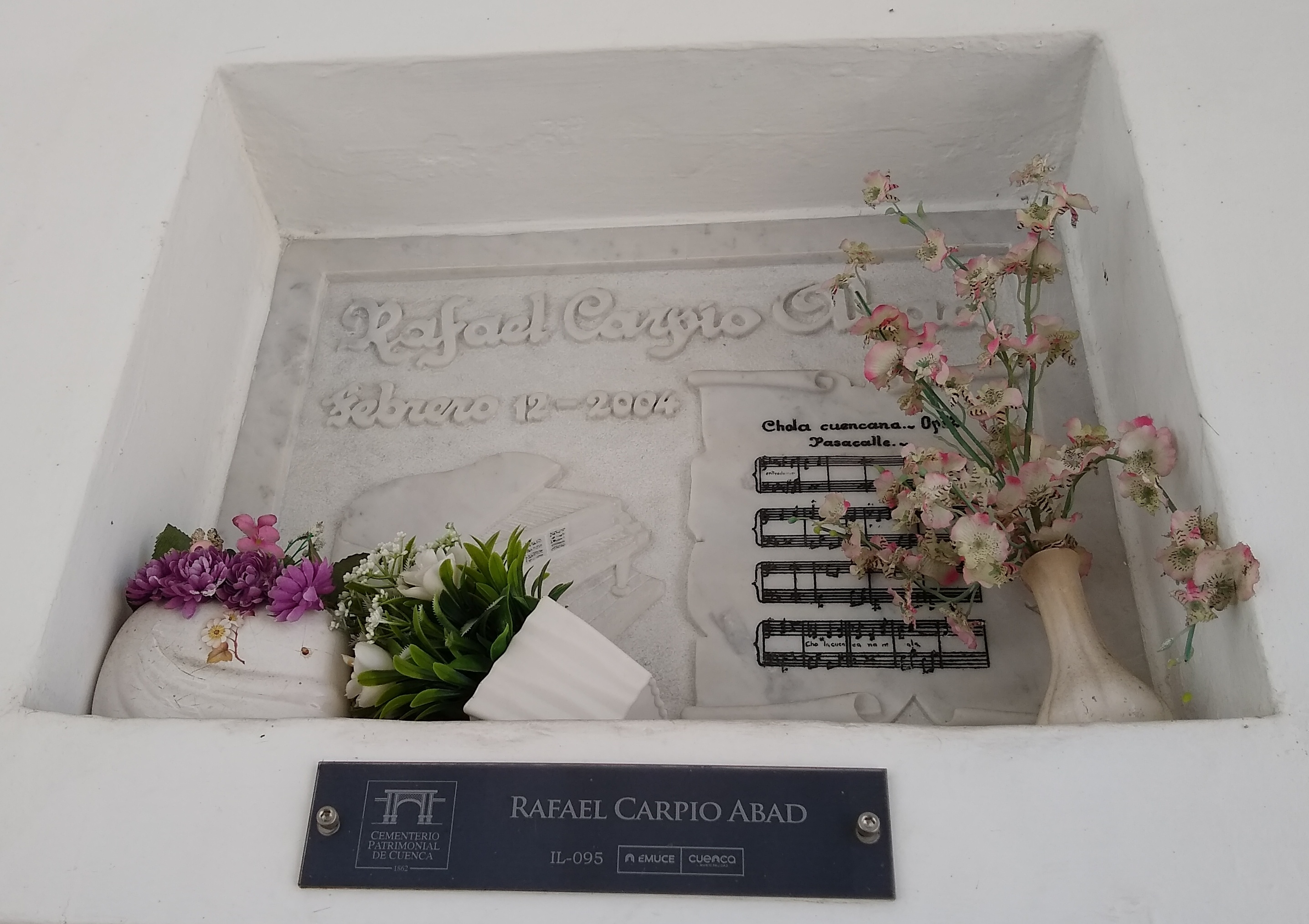
Tumba en el Cementerio Patrimonial de Cuenca

Una calle en Cuenca está nombrada en su honor.